# 외레브로성

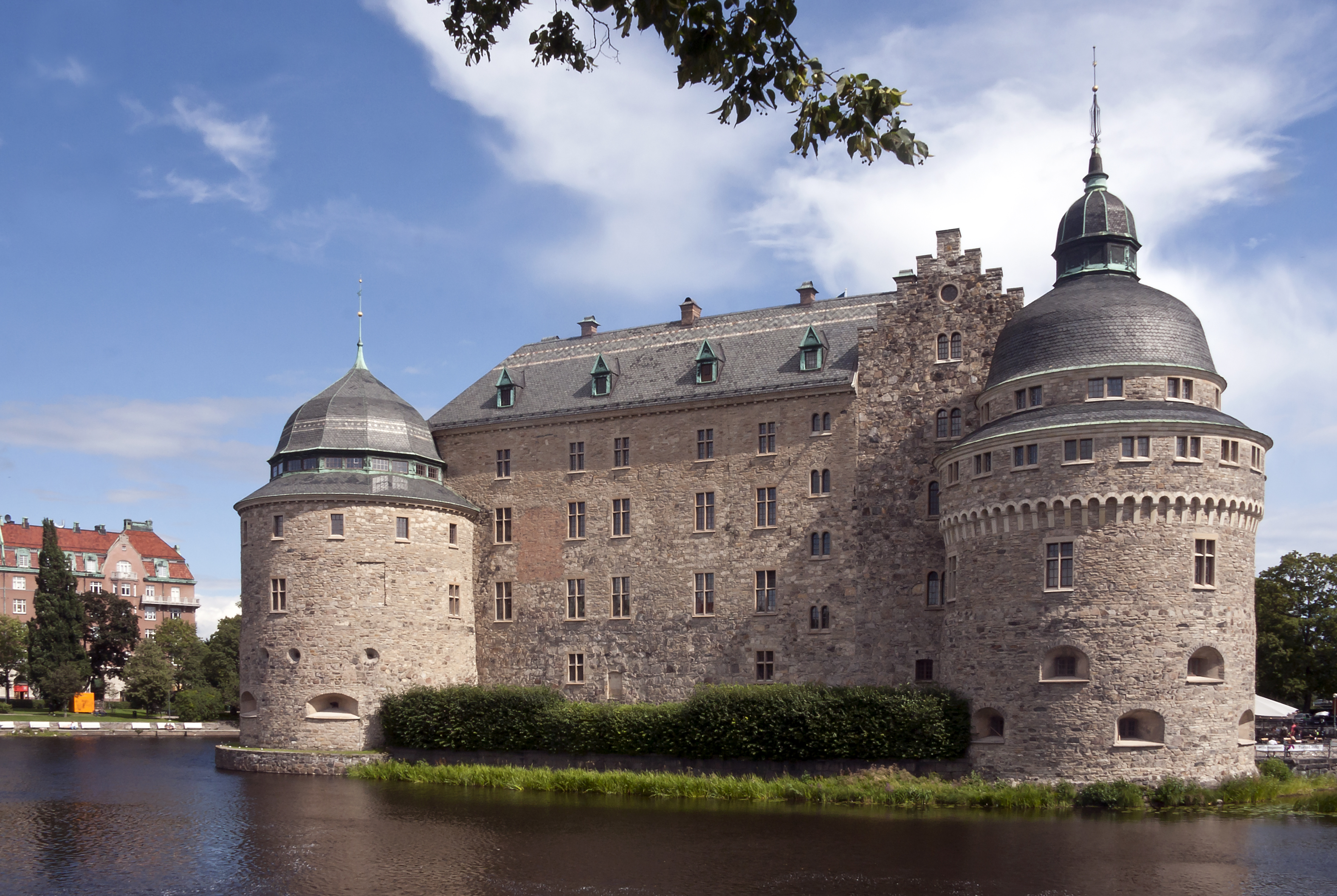
외레브로성

외레브로성(스웨덴어: Örebro slott)은 스웨덴 외레브로에 있는 중세 성이다. 망누스 4세가 건설한 것으로 추정된다. 칼 9세 시절에 이 성은 르네상스 성으로 재건되었다. 그 무렵 이 시설은 방어 시설로서의 역할을 대부분 상실했다. 수년에 걸쳐 추가적인 개조 공사가 이루어졌다.
마지막으로 주요 외관 변화가 일어난 것은 19세기 말이다. 이 성은 1798년에 낭만주의 양식으로 재건된 이후로 비어 있었다. 이 성은 수년에 걸쳐 여러 차례 중요한 회의가 열렸다. 1764년 이래로 이 성은 외레브로 주지사의 거주지로 사용되었다.
외레브로성은 1935년 국가 기념물로 지정되었다.